# Sweet Tooth (serie de televisión)
Sweet Tooth es una serie de televisión de drama y ciencia ficción estadounidense basada en el cómic del mismo nombre de Jeff Lemire. La serie fue creada por Jim Mickle. La serie se estrenó en Netflix el 4 de junio de 2021. El 29 de julio de 2021, Netflix renovó la serie para una segunda temporada. En junio del 2022 Netflix compartió un video en el que vemos al elenco celebrar que terminaron de filmar la segunda temporada. El 3 de mayo de 2023, Netflix confirmó que la serie fue renovada para una tercera y última temporada. La misma ya se encuentra filmada y está en etapa de postproducción, por lo que se espera que se estrene en 2024. El 17 de abril del 2024, Netflix lanzó el tráiler de la temporada final confirmando su fecha de estreno para el 6 de junio del mismo año.

## Argumento
Hace diez años, "El Gran Colapso" causó estragos en el mundo y provocó la misteriosa aparición de bebés híbridos nacidos parte humanos y parte animales. Sin saber si los híbridos son la causa o el resultado del virus, muchos humanos los temen y los cazan. Después de una década de vivir a salvo en su casa aislada en el bosque, un niño-ciervo híbrido protegido llamado Gus (Christian Convery) se hace amigo inesperadamente de un solitario errante llamado Jepperd (Nonso Anozie). Juntos se embarcaron en una aventura extraordinaria por lo que queda de América en busca de respuestas: sobre los orígenes de Gus, el pasado de Jepperd y el verdadero significado del hogar. Pero su historia está llena de aliados y enemigos inesperados, y Gus descubre rápidamente que el mundo exuberante y peligroso fuera del bosque es más complejo de lo que jamás hubiera imaginado.

## Reparto
- Christian Convery como Gus,[7] un niño de 10 años, híbrido mitad humano, mitad ciervo, empecinado en encontrar a su madre. Tommy lo llama "Sweet Tooth" por su afición a los dulces.
- Nonso Anozie como Tommy Jepperd. Exintegrante de los últimos hombres, ahora reformado. Salva a Gus y a regañadientes decide acompañarlo a buscar a su madre. Gus lo llama "Big Man". Antes del apocalipsis era un reconocido jugador de fútbol americano.
- Adeel Akhtar como Dr. Adyta Singh. Un doctor desesperado por encontrar la cura para el virus H5G9 para curar a Rani, su esposa quien está infectada.
- Will Forte como  Pubba, el padre de Gus, quien lo crio en una aislada cabaña en el parque nacional de Yellowstone. Antes del apocalipsis trabajaba como empleado de limpieza en los laboratorios Fort Smith en Goss Groove, Colorado.
- Dania Ramírez como Aimee "Amy" Eden, una ex terapeuta quien crea un lugar seguro para los híbridos.
- Neil Sandilands como el general Steven Abbot, el líder de los Últimos Hombres, quienes cazan híbridos.
- Stefania LaVie Owen como Bear, la líder  fundadora de la Armada Animal, que salva a los híbridos. Su nombre es Rebecca "Becky" Walker.
- Aliza Vellani como Rani Singh, la esposa del Dr. Adyta Singh.
- Amy Seimetz como birdie, la madre de Gus

La serie es narrada por James Brolin.

## Capítulos temporada 1
| N.º | Título                           | Dirigido por | Escrito por                | Fecha de lanzamiento original |
| --- | -------------------------------- | ------------ | -------------------------- | ----------------------------- |
| 1   | «Fuera del bosque»               | Jim Mickle   | Jim Mickle                 | 4 de junio de 2021            |
| 2   | «Perdón por todos los muertos»   | Jim Mickle   | Jim Mickle y Beth Schwartz | 4 de junio de 2021            |
| 3   | «Cosas raras de venado»          | Jim Mickle   | Jim Mickle y Beth Schwartz | 4 de junio de 2021            |
| 4   | «Salsa secreta»                  | Toa Fraser   | Jim Mickle y Beth Schwartz | 4 de junio de 2021            |
| 5   | «¿Qué hay en la cámara de frío?» | Robyn Grace  | Jim Mickle y Beth Schwartz | 4 de junio de 2021            |
| 6   | «Peligro en el tren»             | Jim Mickle   | Jim Mickle y Beth Schwartz | 4 de junio de 2021            |
| 7   | «Cuando papá conoció a Pajarita» | Toa Fraser   | Jim Mickle y Beth Schwartz | 4 de junio de 2021            |
| 8   | «Grandote»                       | Jim Mickle   | Jim Mickle y Beth Schwartz | 4 de junio de 2021            |

## Producción

### Desarrollo
El 16 de noviembre de 2018, se anunció que el servicio streaming Hulu había dado un piloto a una posible adaptación de la serie de cómics a una serie de televisión. Se esperaba que el piloto fuera escrito y dirigido por Jim Mickle, quien también fue el productor ejecutivo junto a Robert Downey Jr., Susan Downey, Amanda Burrell y Linda Moran. Las compañías de producción involucradas con el piloto estaban compuestas por Team Downey y Warner Bros. Televisión . El 9 de abril de 2020, se anunció que la serie se había trasladado de Hulu a Netflix . El 12 de mayo de 2020, Netflix optó por la producción de la serie que consta de ocho episodios con Evan Moore adjunto a la serie como productor. La serie fue lanzada el 4 de junio de 2021. En julio de 2021, la serie fue renovada para una segunda temporada.

### Casting
El 12 de mayo de 2020, Christian Convery, Nonso Anozie, Adeel Akhtar y Will Forte fueron elegidos para los papeles protagonistas, mientras que James Brolin está listo para narrar la serie. El 30 de julio de 2020, Dania Ramírez se unió al elenco principal. El 19 de agosto de 2020, Neil Sandilands fue elegido para un papel protagonista. El 30 de septiembre de 2020, Stefania LaVie Owen se unió al elenco en un papel protagonista. El 2 de noviembre de 2020, Aliza Vellani fue ascendida a serie regular antes del estreno de la serie.

### Rodaje
En julio de 2020, Nueva Zelanda otorgó a la serie permiso para filmar, a pesar de las recientes restricciones de viaje debido al Impacto de la pandemia COVID-19 en la televisión. El 1.º de octubre de 2020, se informó de que la serie había reanudado la filmación después de que la pandemia de COVID-19 detuviera la producción meses antes, y se espera que la filmación continúe hasta mediados de diciembre de 2020.
Banda Sonora
Jeff Grace fue contratado por Warner Bros. para componer la banda sonora de la primera temporada de la serie, la cual cuenta con 22 canciones y fue lanzada a través de WaterTower Music.
| N.º | Título                  | Fecha de lanzamiento |
| --- | ----------------------- | -------------------- |
| 1   | Story of a Boy          | 28 de junio          |
| 2   | The Graet Crumble Pt. 1 | 28 de junio          |
| 3   | The Great Crumble Pt. 2 | 28 de junio          |
| 4   | Gus                     | 28 de junio          |
| 5   | Storm                   | 28 de junio          |
| 6   | The Story of Hybrids    | 28 de junio          |
| 7   | The Stranger            | 28 de junio          |
| 8   | Family                  | 28 de junio          |
| 9   | Bonfire                 | 28 de junio          |
| 10  | Colorado                | 28 de junio          |
| 11  | Jepperd                 | 28 de junio          |
| 12  | The Last Men            | 28 de junio          |
| 13  | Candy Heist             | 28 de junio          |
| 14  | The Journey Continues   | 28 de junio          |
| 15  | Civil War               | 28 de junio          |
| 16  | Visitors Center         | 28 de junio          |
| 17  | Surrounded              | 28 de junio          |
| 18  | Plane and Snow Dream    | 28 de junio          |
| 19  | Take Gus                | 28 de junio          |
| 20  | Caged                   | 28 de junio          |
| 21  | Hello                   | 28 de junio          |
| 22  | Sweet Tooth             | 28 de junio          |

### Doblaje España
El trabajo de doblaje de la serie se realizó en los estudios de VSI en Madrid.
- Christian Convery como Gus  - Miquel Rodriguez Ros.
- Nonso Anozie como Tommy Jepperd - Pablo Adán.
- Adeel Akhtar como Dr. Singh - Alejandro (Peyo) García.
- Will Forte como el padre de Gus - Guillermo Romero.
- Dania Ramírez como Amy - Inma Gallego.
- Neil Sandilands como el general Steven Abbot -  Fernando de Luis.
- Sarah Peirse como Dra. Bell - Maria Jesús Nieto.
- Aliza Vellani como Rani Singh - Sara Heras.

La serie es narrada por James Brolin y su voz en España es la de José Ángel Juanes.

## Recepción
Para la serie, el agregador de reseñas Rotten Tomatoes informó una calificación de aprobación del  98% basada en 47 críticas, con una calificación promedio de 7.99 / 10. El consenso crítico del sitio web dice: "Sweet Tooth, emocionalmente atractivo, magníficamente actuado e increíblemente entretenido, satisfará a los fanáticos de la fantasía de todas las edades".  Metacritic le dio a la serie un puntaje promedio ponderado de 80 sobre 100 basado en 7 reseñas críticas, lo que indica "reseñas generalmente favorables". 
Al revisar la serie por Rolling Stone, Alan Sepinwall dio una calificación de 3.5 / 5 y dijo: "Ya sea que Gus y sus amigos tengan aventuras aterradoras o divertidas, esas partes de Sweet Tooth están llenas de vida y tan emocionantes o tensas como sea necesario. Sin embargo, el programa puede ser impredecible cuando se aleja de Gus ".